# 필리핀 제3공화국
이 글은 필리핀 제3공화국에 해당하는 미국으로부터 독립 승인을 얻은 1946년부터 디오스다도 마카파갈 대통령의 임기가 끝나는 1965년간의 역사를 기술하는 글이다.

## 필리핀 제3공화국(1946–1965)

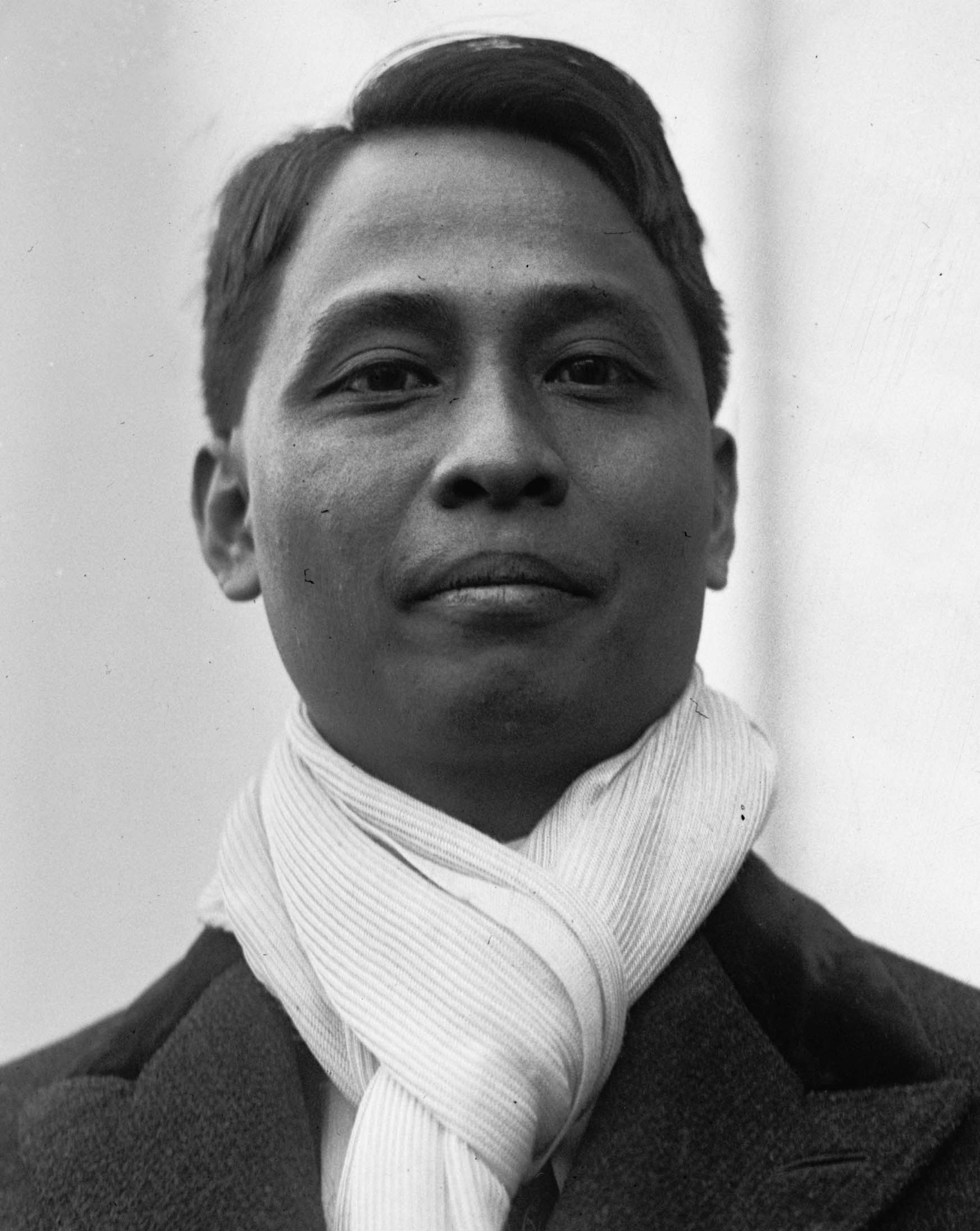
마누엘 로하스 대통령, 1946 ~ 1948

### 로하스 행정부 (1946–1948)
제2차 세계대전 후 1946년 4월 선거에서 지주를 모태로 한 국민당 노동운동과 후크발라합을 모태로 한 민주동맹과의 대일 협력자를 모태로 하는 보수파 민주당 선거를 치렀다. 이 선거에서 민주당이 승리를 거두었고, 마누엘 로하스가 새로운 대통령으로 선출되었다. 같은 해 7월 4일, 필리핀은 예전된 주권을 획득하고 제3공화국이 성립되었다. 그러나 미국 고위 판무관 폴 맥넛에 의하면 필리핀 경제는 어떤 미국 주보다 미국 시장에 심하게 종속되어 있었다. 미국으로부터 전쟁 재활 보조금을 받기 위한 선결 조건으로 통과된 〈필리핀 무역법〉은 두 나라의 경제를 더욱 더 엮음으로써 그러한 종속을 더욱 악화시켰다. 그 해 1946년에는 필리핀 항공이 민간으로 아시아 최초로 태평양 횡단 운항을 시작했다.
1947년에 서명된 필리핀 미군기지 협정은 99년간 지정된 미국 기지를 임대를 보장한다는 내용이었다. 이로 인해 냉전 구조 속에서 미국의 반공 전진 기지로 자리 매김하면서, 실질적인 독립을 달성할 수 없었다.

### 키리노 행정부(1948–1953)
전후 공화국 정부는 철저하게 후크발라합을 적대시하였고, 1948년 3월에는 로하스 정권에 의해 후크발라합과 전국농민동맹은 불법화 단체가 되었다. 결국 루손섬에서 정부군과 지주의 사병과 후크발라합 사이에서 전투가 벌어졌다. 로하스의 사후 정권을 계승한 엘피디오 키리노 정권은 후크발라합과 평화 협상을 진행했지만 협상은 결렬됐다. 후크발라합이 수도를 공략한다는 소문이 날 정도의 큰 세력이었지만, 이에 위협을 느낀 미국은 필리핀 정부에 대한 군사 원조를 강화하였다. 라몬 막사이사이 국방 장관은 토벌 작전을 벌여 1950년 10월에는 공산 게릴라 사령탑이었던 필리핀 공산당(PKP)이 괴멸시켰고, 이듬해 1951년에는 후크발라합 자체도 거의 괴멸되었다.

### 막사이사이 행정부 (1953~1957)
1953년 11월 후크발라합 토벌의 공훈을 인정받아 국민당의 막사이사이가 대통령에 당선되었다. 그 해, ABS(현재 ABS-CBN)가 텔레비전 본 방송을 시작하였다. 막사이사이 정권은 후크발라합에 대한 지지의 원천이 대토지 소유제에 있음을 간파하고, 농지 개혁을 추진했으나 1955년에 제정된 〈농지개혁법〉은 허점이 많았다. 1960년의 인구조사에서 1948년보다 소작농의 수가 증가했다. 이어 1963년에 디오스다도 마카파갈 대통령도 농지개혁법을 제정했지만, 이 개혁 법안도 실효성이 부족했고, 오히려 농촌에서의 계급 대립을 격화시키는 결과를 가져왔다.
1950년대와 1960년대는 민족주의가 고조되었고, 1966년부터 민족주의 청년동맹(KM)에 의해 문화대혁명에 영향을 받은 ‘제2차 선전 운동’이 전개되었으며, 문화와 교육의 필리핀화가 시작되었다. 1956년에는 금 배상 협정이 체결되어 균열된 국교가 회복되었다.

### 가르시아 행정부 (1957~1961)
1957년 막사이사이 대통령이 사고사를 당하고, 카를로스 가르시아가 권력을 이었다.

### 마카파갈 행정부 (1961~1965)
1961년, 디오스다도 마카파갈이 다시 대통령에 당선되었다. 독립기념일을 그때까지의 7월 4일에서, 6월 12일로 변경하였다.